# 钱学森图书馆 (上海交通大学)
钱学森图书馆位于上海市徐汇区华山路1800号（上海交通大学徐汇校区），于2011年12月钱学森100周年诞辰时开馆。该馆总用地面积为8,960平方米，总建筑面积为7,960平方米，陈展面积达3,000多平方米；共有四层，地上三层，地下一层。
其中第一层设有第一、第二展厅，第二层设有第三和第四展厅。这四个展厅依据顺序分别介绍了《中国航天事业奠基人》《科学技术前沿的开拓者》《人民科学家风范》和《战略科学家的成功之道》四个专题。

## 历史
2002年11月，上海交通大学提出要建设钱学森图书馆。中央政府随即表示高度重视和大力支持，认为建设该馆是国家行为，是“党和国家的一件大事”，并指出该馆的建设工作应由中宣部负责统筹。随后，发改委、财政部、教育部、总装备部和上海市及上海交通大学多次就该馆的建设事宜进行研究。2005年5月18日，中宣部下达《筹建钱学森图书馆工作方案》。
2010年6月6日，钱学森图书馆奠基。2024年5月18日，上海交通大学钱学森图书馆被評為国家一级博物馆。